# Refraktärzeit
Als Refraktärzeit (von dem Lateinischen refractarius – widerspenstig, halsstarrig, steif) bezeichnet man in der Biologie und Medizin den Zeitraum nach Auslösung eines Aktionspotentials, in dem die auslösende Nervenzelle oder das Aggregat temporär nicht erneut auf einen Reiz reagieren kann.

## Biologie
Ein Aktionspotential wird durch das Öffnen spannungsabhängiger Natrium-Kanäle in der Membran vom Axon der Nervenzellen ausgelöst. Nach der Auslösung schließen sich die betroffenen Kanäle selbständig und sind dann nicht sofort wieder bereit, sich zu öffnen. Durch Ausstrom von Kalium-Ionen aus der Zelle heraus muss die Membran unter −50 mV repolarisiert werden, damit die Natrium-Kanäle wieder aktivierbar sind. Die Zelle kann deswegen für einen gewissen Zeitraum, der als Refraktärzeit oder auch als Refraktärphase bezeichnet wird, nicht erneut auf einen Reiz reagieren.
Man unterscheidet eine absolute und eine relative Refraktärzeit:
- absolute Refraktärzeit: Während dieser Zeit kann kein Aktionspotential ausgelöst werden, unabhängig von der Reizstärke, da die spannungsabhängigen Natrium-Kanäle in einem inaktivierten, geschlossenen Zustand vorliegen. (ca. 2 ms bei Skelettmuskeln bzw. klassischen Nervenzellen, 300 ms bei Myokardzellen)

- relative Refraktärzeit: In dieser Phase sind bereits durch die fortschreitende Repolarisation mehrere, jedoch nicht alle, Natrium-Kanäle wieder im aktivierbaren, aber noch geschlossenen Zustand. Es können Aktionspotentiale ausgelöst werden, allerdings ist dazu eine höhere Reizstärke notwendig und die Amplitude des Aktionspotentials sowie die Steilheit der Depolarisation sind vermindert. (ca. 1,5 ms zusätzlich)

Die Refraktärzeit begrenzt die maximale Aktionspotential-Frequenz eines Neurons auf circa 500 Hertz und verhindert eine retrograde Erregungsweiterleitung.

## Kardiologie
Damit ein Herzschrittmacher sich nicht selbst stimuliert und so weit wie möglich den noch bestehenden Eigenrhythmus des Herzens zulässt, wird die Signalerkennung (Sensing) der einzelnen Kanäle des Herzschrittmachers für eine bestimmte Zeitdauer deaktiviert.
Man unterscheidet dabei zwischen ventrikulärer Refraktärzeit und atrialer Refraktärzeit.
In Herzmuskelzellen ist die Refraktärzeit durch die Plateauphase des Aktionspotentials deutlich länger als in Neuronen (etwa 300 Millisekunden). Sie schützt das Herz vor einer zu schnellen Folge von unkoordinierten Kontraktionen infolge kreisender Erregung (Kammerflimmern) mit Kreislaufstillstand.